# Ursynów
Pour les articles homonymes, voir Ursynów (homonymie).
Ursynów est un arrondissement de Varsovie situé au sud de la ville. Il est bordé par les arrondissements de Włochy (au nord-ouest), Mokotów (au nord) et Wilanów (à l'est). Au sud se trouve la ville de Piaseczno et à l'ouest la ville de Raszyn.
En 2007, un rond-point du quartier, situé à l'intersection de Płkowicka et de la commission nationale de l'éducation porte le nom de Krystyna Krahelska, une poétesse polonaise.

## Quartiers
L'arrondissement de Ursynów est divisé en 14 quartiers :
- Dąbrówka
- Grabów
- Jeziorki Północne
- Jeziorki Południowe
- Kabaty
- Natolin
- Pyry
- Skarpa Powsińska
- Stary Służew
- Stary Imielin
- Bois de Kabaty
- Ursynów-Centrum
- Ursynów Północny
- Wyczółki

## Transports en commun
Dans cet arrondissement, se trouvent 5 stations de métro de la Ligne 1 du métro de Varsovie: Kabaty, Natolin, Imielin, Stokłosy et Ursynów.